# میرزا علی‌اکبر مکرم‌السلطنه

میرزا علی‌اکبر مکرم‌السلطنه (زاده ۱۲۳۰ در تبریز، درگذشت ۱۳۱۸ در تهران) دیپلمات ایرانی دوره قاجار و پهلوی بود.

## زندگی‌نامه
میرزا علی‌اکبرخان فرزند آقاصمد صراف، در سال ۱۲۶۷ قمری (۱۲۳۰ خورشیدی) در تبریز متولد شد. در دوران سلطنت ناصرالدین‌شاه در سال ۱۲۹۷ قمری وارد وزارت امورخارجه شد. در سال ۱۳۱۰ قمری به کارگزاری ساوجبلاغ و سه سال بعد به ژنرال قنسولگری استانبول منصوب گردید. در سال ۱۳۲۹ قمری عضو مجلس مشاوره وزارت امور خارجه بود.
مکرم‌السلطنه صاحب شش پسر و دو دختر بود. همه پسران او در خدمت دولت بودند و در وزارت امورخارجه کار می‌کردند:
1. پرنس صمدخان ممتازالسلطنه، سفیر ایران در فرانسه در زمان مظفرالدین‌شاه قاجار
2. اسماعیل‌خان ممتازالدوله، قنسول ایران در استانبول و سپس رئیس مجلس شورای ملی
3. عباسقلی‌خان ممتاز همایون
4. یحیی‌خان ممتازالدوله
5. مرتضی ممتاز
6. ابراهیم ممتاز، ملقب به سردار فاتح